# Семидневные подёнки
Семидневные подёнки (лат. Heptageniidae) — семейство подёнок, насчитывающее около 390 видов, в основном распространённых в Голарктическом регионе.

## Описание
Небольшие подёнки, имеющие два хвоста.
Нимфы обитают в основном в быстро текущих водоёмах, некоторые также могут жить в медленных водоёмах. Нимфы могут быть хищными, растительноядными или детритофагами.

## Палеонтология
Древнейшие взрослые семидневные поденки были найдены в отложениях раннего мела Китая, древнейшие личинки — в отложениях позднего мела Канады.

## Классификация
В мировой фауне около 390 видов в 28 родах и трёх подсемействах.
- Afronurus
- Acanthomola
- Anepeorus
- Cinygma
- Cinygmula
- Electrogena
- Epeorus
- Ecdyonurus
- Heptagenia
- Ironodes
- Leucrocuta
- Macdunnoa
- Nixe
- Paracinygmula
- Raptoheptagenia
- Rhithrogena
- Stenacron
- Stenonema